# Bioseguridad

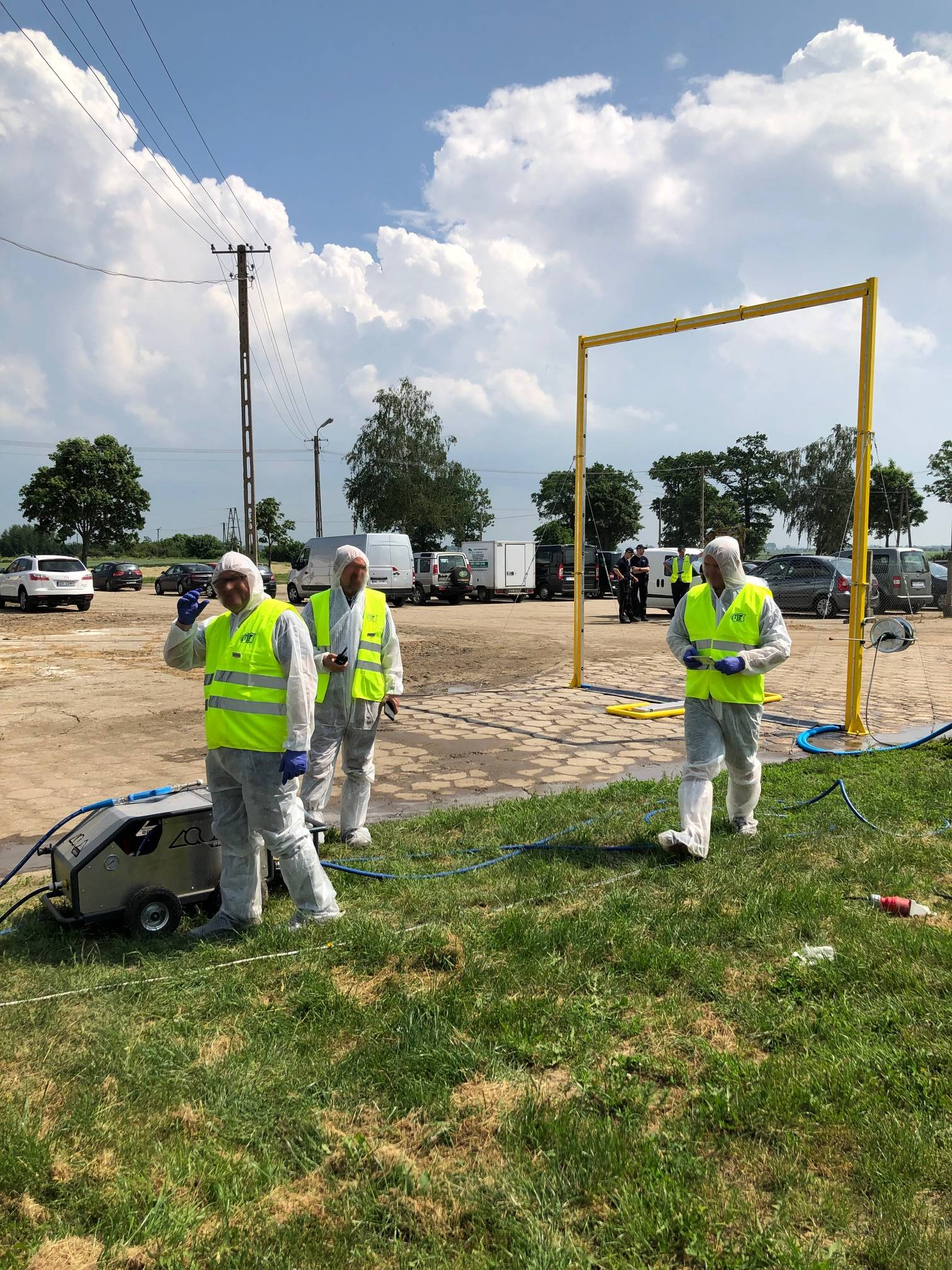
Personas con trajes para evitar la exposición a agentes biológicos.

La bioseguridad es el conjunto de principios, normas, protocolos y tecnologías que se implementan para evitar el riesgo para la salud y el medio ambiente, que proviene de la exposición a agentes biológicos causantes de enfermedades infecciosas, tóxicas o alérgicas.
La palabra "bioseguridad" surge como traducción del inglés del concepto biosafety, y está relacionado con el de bioprotección (biosecurity) con el que no debe confundirse. 
Existe una controversia en la aplicación de ambos términos y la esfera de su atención. El concepto de biosafety aparece en Estados Unidos, y toma carta de naturaleza en la 1.ª edición de la guía BMBL-Biosafety in Microbiological and Biomedical Laboratories, en 1984, mientras que el de biosecurity no lo hace hasta principios del siglo XXI en la quinta edición de BMBL, en 2007, que le dedica toda una sección. El problema surge cuando al ser traducidos al español ambos términos lo hacen como "bioseguridad". Es por ello que para distinguir ambos conceptos se opta por utilizar bioseguridad para referirse a biosafety y bioprotección a biosecurity.

## Definición
La Organización Mundial de la Salud define Bioseguridad o bio security de laboratorio como "los principios, tecnologías y prácticas de contención que se implementan para evitar la exposición no intencional a agentes biológicos y toxinas, o su liberación accidental".
El INSST define Bioseguridad como el conjunto de medidas para la prevención y el control del riesgo biológico en las actividades con manipulación de agentes, muestras o pacientes potencialmente infecciosos. Su objetivo es evitar la liberación del agente biológico dentro y fuera del lugar de trabajo, para proteger al trabajador, a la comunidad o población, al medio ambiente (animales y plantas) y a la muestra o proceso de la contaminación.
De acuerdo con el Comité de agricultura de la FAO, la Bioseguridad es la utilización inocua y sostenible desde el punto de vista ecológico de todos los productos biológicos y las aplicaciones para la salud humana, la biodiversidad y la sostenibilidad del medio ambiente en apoyo de la mejora de la seguridad alimentaria mundial.

## Origen etimológico
El término bioseguridad es un neologismo formado a partir del griego y del latín. Está compuesto por dos elementos:
- 'Bio' que proviene del griego βίος, βίου (pr. bíos, bíu) cuyo significado es 'vida' u 'organismo vivo'.[5]
- 'Seguridad' que es la cualidad de 'seguro' que proviene del latín (securĭtas, -ātis) y que significa libre y exento de riesgo.[6]

## Normativa sobre bioseguridad

### España[7]
El uso de agentes biológicos está regulado en España por Real Decreto 664/1997, en cuanto a la protección de los trabajadores. El uso de organismos modificados genéticamente (OMG) está regulado por la Ley 9/2003 y el Real Decreto 178/2004 que la Ley desarrolla, en cuanto a la protección del medio ambiente y la sanidad humana. Estas normativas definen a un nivel básico los aspectos relacionados con la gestión de las actividades de bioseguridad y bioprotección en los laboratorios.
El Instituto Nacional de Seguridad y Salud en el Trabajo (INSST) publica notas técnicas (Listado NTP: Riesgos Biológicos) que sirven de guía en el manejo seguro de agentes biológicos, entre ellos  la guía de referencia: 
- Guía técnica para la evaluación y prevención de los riesgos relacionados con la exposición a agentes biológicos (pdf, 6,58 Mbytes)

Otras normas son:
- Norma UNE-CWA 15793:2013, que presenta un sistema de gestión en bioseguridad y bioprotección que exige el compromiso de la dirección y la mejora continua.
- Norma UNE-CWA 16335:2014 (Versión corregida en fecha 2014-07-09) de Competencia del profesional en bioseguridad, que desarrolla los aspectos de capacitación y formación del profesional en bioseguridad que son recogidos en la Norma UNE-CWA 15793:2013.  Esta norma es el primer documento en España que legitima este puesto, ofreciendo el marco que define claramente la posición del profesional en bioseguridad dentro de la organización, cuáles son sus tareas y competencias y cómo conseguirlas. En ella se trata:
  - Papel del profesional en bioseguridad en la organización.
  - Cualificaciones básicas del profesional en bioseguridad (formación y experiencia profesional).
  - Áreas básicas y específicas en las que debe ser competente (biología molecular, evaluación del riesgo, principios de contención, gestión del mantenimiento de la instalación, etc.)

##### Legislación relacionada
Orden PCI/168/2019, de 22 de febrero, por la que se publica el Plan Nacional de Biocustodia, aprobado por el Consejo de Seguridad Nacional.